# Krivulja
Krivúlja je v matematiki prema ali kriva črta, bodisi v ravnini (ravninska krivulja), bodisi v prostoru (prostorska krivulja). Ravninske krivulje so npr.: premica, krožnica, parabola; prostorska krivulja je npr. vijačnica.